# Камъкът на раздора
„Камъкът на раздора“ (на английски: The Family Stone) е американски трагикомичен филм от 2005 г. на режисьора Томас Безуча. Филмът излиза по кината в САЩ на 16 декември 2005 г.

## Актьорски състав
- Клеър Дейнс – Джули Мортън
- Даян Кийтън – Сибил Стоун
- Рейчъл Макадамс – Ейми Стоун
- Дърмът Мълроуни – Евърет Стоун
- Крейг Нелсън – Кели Стоун
- Сара Джесика Паркър – Мередит Мортън
- Люк Уилсън – Бен Стоун
- Елизабет Рийзър – Сузана Стоун Тросдейл
- Тайрън Джордано – Тад Стоун
- Брайън Уайт – Патрик Томас
- Пол Шнайдер – Брад Стивънсън

## Награди и номинации
| Категория                                                 | Номиниран(и)                      | Резултат                          |
| Златен глобус (16 януари 2006 г.)                         | Златен глобус (16 януари 2006 г.) | Златен глобус (16 януари 2006 г.) |
| --------------------------------------------------------- | --------------------------------- | --------------------------------- |
| Най-добра актриса в мюзикъл или комедия                   | Сара Джесика Паркър               | номинация                         |
| Сателит (17 декември 2005 г.)                             |                                   |                                   |
| Най-добър актьор в поддържаща роля в мюзикъл или комедия  | Крейг Нелсън                      | номинация                         |
| Най-добра актриса в поддържаща роля в мюзикъл или комедия | Даян Кийтън                       | номинация                         |
| Най-добра актриса в поддържаща роля в мюзикъл или комедия | Рейчъл Макадамс                   | номинация                         |

## Телевизионна версия
На 9 януари 2011 г. bTV излъчи филма с български дублаж за телевизията. Екипът се състои от:
| Преводач            | Полина Николова                                                               |
| Тонрежисьор         | Наталия Василева                                                              |
| Режисьор на дублажа | Чавдар Монов                                                                  |
| Озвучаващи артисти  | Силвия Лулчева Радосвета Василева Васил Бинев Христо Чешмеджиев Татяна Захова |